# Insano
Albums de Kid Cudi
Entergalactic
(2022) Insano (Nitro Mega)
(2024)
Singles
1. Porsche Topless (en)
Sortie : 2 juin 2023
2. At the Party
Sortie : 3 novembre 2023

Insano (stylisé en majuscules) est le neuvième album studio du rappeur américain Kid Cudi, sorti en 2024 sur les labels Wicked Awesome Records et Republic Records. L'album rassemble d'autres artistes américains tels que DJ Drama, ASAP Rocky, Lil Yachty, Pharrell Williams, XXXTentacion, Lil Wayne, Young Thug ou encore Travis Scott.

## Liste des titres
| 1.    | Often, I Have These Dreamz (feat. DJ Drama)           | - Scott Mescudi - Jean-Baptiste Kouame - William Coleman - Mike McHenry - Dorian Burton - Herman Kelly                             | - Kid Cudi - Jean-Baptiste - Mike Zombie - Days of 1993                             | 2:29 |
| 2.    | Keep Bouncin'                                         | - Mescudi - Carlton Mays Jr. | - Kid Cudi - Honorable C.N.O.T.E. - Jean-Baptiste                                   | 2:56 |
| 3.    | Get Off Me (feat. Travis Scott)                       | - Mescudi - Jacques Webster II - Kouame - Coleman - McHenry - Days of 1993 - Pavel Matev - Alexander Yossifov - Konstantin Dragnev | - Kid Cudi - Jean-Baptiste - Mike Zombie - Days of 1993                             | 3:35 |
| 4.    | Most Ain't Dennis                                     | - Mescudi - Michael Mulé - Isaac De Boni - Benjamin Saint Fort - Jeremiah Raisen                                                   | - Kid Cudi - FnZ - Bnyx - Sadpony - Jean-Baptiste                                   | 2:37 |
| 5.    | Wow (feat. ASAP Rocky)                                | - Mescudi - Rakim Mayers - Oladipo Omishore - Paul Irizarry - Carl Taylor                                                          | - Kid Cudi - Dot da Genius - theycallmeparker - Jupiter                             | 4:34 |
| 6.    | ElectroWaveBaby                                       | - Mescudi - Saint Fort - Kouame - Jonas Berggren - Malin Berggren - Jenny Berggren - Ulf Ekberg                                    | - Kid Cudi - Bnyx - Jean-Baptiste                                                   | 3:25 |
| 7.    | A Tale of a Knight                                    | - Mescudi - Mulé - De Boni - Kouame - Keanu Torres - Karl Rubin - Cydney Dade - Tom Levesque                                       | - Kid Cudi - FnZ - Jean-Baptiste - Keanu Beats - Rubin - Lil CC - Levesque          | 2:57 |
| 8.    | Cud Life                                              | - Mescudi - Christian Boggs - Jonnywood - Omishore                                                                                 | - Kid Cudi - Keyon Christ - Jonnywood - Jean-Baptiste - Dot da Genius               | 3:33 |
| 9.    | Too Damn High (feat. Lil Yachty)                      | - Mescudi - Miles McCollum - Kouame - Torres - Rubin - Dade - Charlie Braithwaite-Hatzigeorgiou - Omishore                         | - Kid Cudi - Jean-Baptiste - Keanu Beats - Rubin - Lil CC - Bluskxy - Dot da Genius | 2:18 |
| 10.   | Getcha Gone                                           | - Mescudi - Anthony Kilhoffer - Michael Romito                                                                                     | - Kilhoffer - Census - Jean-Baptiste                                                | 1:55 |
| 11.   | At the Party (feat. Pharrell Williams & Travis Scott) | - Mescudi - Webster - Pharrell Williams - Omishore                                                                                 | Williams                                                                            | 3:58 |
| 12.   | Mr. Coola                                             | - Mescudi - Darwin Quinn - Kouame - Luke Crowder - McHenry - Kitwan McCoy - Walter Newell                                          | - Kid Cudi - C-Gutta - Jean-Baptiste - Days of 1993 - Luke                          | 2:27 |
| 13.   | Freshie                                               | - Mescudi - Patrick Reynolds - Omishore - Julian Gramm                                                                             | - Plain Pat - Dot da Genius - J Gramm - Jean-Baptiste                               | 3:19 |
| 14.   | Tortured                                              | - Mescudi - Kevin Gomringer - Tim Gomringer - Ebony Oshunrinde                                                                     | - Cubeatz - WondaGurl - Jean-Baptiste                                               | 3:55 |
| 15.   | X & Cud (feat. XXXTentacion)                          | - Mescudi - Jahseh Onfroy - Tobias Jesso Jr. - Omishore - John Cunningham - Jean-Pierre Ponnelle                                   | - Kid Cudi - Dot da Genius - Cunningham - Jean-Baptiste - Cathedral                 | 2:46 |
| 16.   | Seven (feat. Lil Wayne)                               | - Mescudi - Dwayne Carter - Denzel Baptiste - David Biral - Michael Volpe                                                          | - Take a Daytrip - Clams Casino                                                     | 2:31 |
| 17.   | Funky Wizard Smoke                                    | - Mescudi - Saint Fort - Patrick Wimberly - Kouame - Wynne Bennett - Je. Raisen                                                    | - Kid Cudi - Bnyx - Wimberly - Jean-Baptiste - Bennett - Sadpony                    | 2:45 |
| 18.   | Rager Boyz (feat. Young Thug)                         | - Mescudi - Jeffery Williams - Omishore - Kilhoffer - David Karbal - Daniel Shyman                                                 | - Kid Cudi - Dot da Genius - Kilhoffer - Thats Not It - Jean-Baptiste               | 2:49 |
| 19.   | Porsche Topless                                       | - Mescudi - Saint Fort - Kouame | - Kid Cudi - Bnyx - Jean-Baptiste                                                   | 2:50 |
| 20.   | Blue Sky                                              | - Mescudi - Kouame - Je. Raisen - Justin Raisen                                                                                    | - Kid Cudi - Jean-Baptiste - Sadpony - Ju. Raisen - Lil Yachty                      | 3:41 |
| 21.   | Hit the Streetz in My Nikes                           | - Mescudi - Kouame - McHenry - Kyle Edwards - Larus Arnarson - Laura Nyro                                                          | - Kid Cudi - Jean-Baptiste - Days of 1993 - LASTNIGHT                               | 2:40 |
| 64:00 |                                                       | |                                                                                     |      |

## Samples
Source : WhoSampled
- X & Cud contient un sample de Orlando de XXXTentacion[3].
- ElectroWaveBaby contien un sample de All That She Wants d'Ace of Base.
- At The Party contient un sample de Day 'n' Nite de Kid Cudi.
- Freshie contient un sample de Fight Breaks Out on Stage at Bone Thugs & Three 6 Mafia VERZUZ de Bizzy Bone.
- Often, I Have These Dreamz contient un sample de You Don't Have to Worry de Doris & Kelley.
- Get off Me contient un sample de Тъжна песен de Donika Venkova (bg).
- Hit the Streetz in My Nikes contient un sample de Hands Off the Man (Flim Flam Man) de  Laura Nyro.